# Psicología del desarrollo

Un feto, en una imagen con ultrasonido.

Psicología evolutiva o del desarrollo humano. Estudia la forma en la que los seres humanos cambian a lo largo de su vida, comprende el estudio del ciclo vital, observa de qué manera cambian continuamente las acciones de un individuo y cómo éste reacciona a un ambiente que también está en constante cambio. Los psicólogos denominan desarrollo al cambio psicológico sistemático que se da a lo largo de la vida. Durante este proceso la persona va accediendo a estados más complejos y "mejores" que los anteriores. Esta es una rama de la psicología que ya tiene más de cien años. La psicología del desarrollo está interesada en explicar los cambios que tienen lugar en las personas con el paso del tiempo, es decir, con la edad. A esta materia también se le conoce con el nombre de “psicología del ciclo vital”, ya que estudia los cambios psicológicos a lo largo de toda la vida de las personas.
Ese sería, por tanto, el objeto de estudio de la psicología del desarrollo.
Esos cambios que se dan en las personas a lo largo de la vida pueden ser explicados a través de unos factores que se encuentran enfrentados por parejas: la continuidad versus discontinuidad, la herencia versus el ambiente, y la normatividad versus la idiografía. También el contexto en el que se desarrollan los sujetos nos permiten comprender mejor su evolución, así es necesario destacar el contexto histórico, el socioeconómico, el cultural e incluso el étnico, por citar los más importantes. Finalmente, vale la pena resaltar que el desarrollo debe ser entendido como un proceso continuo, global y dotado de una gran flexibilidad.
A lo largo del último siglo han sido varias las corrientes y los modelos teóricos que han aportado sus descubrimientos e investigaciones para explicar el fenómeno del cambio. En general cada uno de estos modelos tienen sus propias explicaciones, a veces contradictorias a las que se presentan desde otras teorías. Esa diversidad de paradigmas explicativos enriquecen la comprensión del fenómeno del desarrollo.
Como más significativos entre estos modelos es necesario citar el psicoanálisis; la psicología genética de Jean Piaget; el modelo sociocultural de Lev Vygotski apoyado en la teoría de los espacios vacíos de Mercedes Chaves Jaime; las teorías del aprendizaje; el modelo del procesamiento de la información; y, más recientemente el modelo ecológico y el etológico.
Según Erik Erikson, hay una serie de tareas implícitas en el desarrollo del ser humano, propias de las sucesivas etapas. Estas tareas son, en gran parte, impuestas por la sociedad y la cultura. A través del proceso de socialización, el cumplir estas tareas llega a convertirse en una aspiración del propio individuo, marcando definitivamente su proceder en determinados momentos de su vida.

## Historia
La psicología del desarrollo puede dividirse en cuatro etapas:

### 1.ª etapa: (sigloXVIIIy primera mitad delsigloXIX): primeras observaciones
Durante el siglo XIV empieza a recogerse en Francia los acontecimientos familiares más importantes en las denominadas “Livres de raison”. En el siglo XVI y principios del XVII aparecen informaciones procedentes de tratadistas médicos referidas a los cuidados físicos y al desarrollo en las primeras etapas. Durante este siglo también aparecen las obras de John Locke, en ellas expone que toda conducta es adquirida. Durante el último cuarto del siglo XVIII aparece un gran número de estudios sobre niños. Aunque sin duda, el aporte más importante fue la aparición de El origen de las especies, de Charles Darwin, que marcó un cambio decisivo en las concepciones de la evolución biológica y, sobre todo, del ser humano.[cita requerida]

### 2.ª etapa: surgimiento de la psicología del desarrollo como disciplina independiente
Antes de la obra de Darwin, el principal objeto de estudio era encontrar las diferencias entre adultos-niños, y humanos-animales; pero después de Darwin, el objeto de estudio cambió hacia la determinación de similitudes entre adulto y niño.

### 3.ª etapa: consolidación
Esta disciplina tuvo su mayor arraigo y desarrollo en los Estados Unidos, en donde se generaron numerosos avances.

### 4.ª etapa: crecimiento
Ocurrieron dos hechos fundamentales:
- Revisionismo y modificación de las teorías existentes.
- Elaboración de nuevas teorías o aproximaciones al estudio del desarrollo humano.

## Teoría
La teoría del desarrollo humano supone tres tareas:
- Describir los cambios en una o más áreas de conducta o de actividad psicológica.
- Describir los cambios en el cerebro en relación con las otras áreas de conducta o actividad psicológica.
- Explicar el curso del desarrollo que se ha descrito.

La solución que se puede plantear para cada una de estas tareas pueden producir un resultado final, es decir, una teoría.

### Objeto de estudio de la psicología del desarrollo
La psicología del desarrollo es una disciplina científica que forma parte de la psicología.
Basta y otros autores proponen la siguiente definición de esta disciplina:“La psicología evolutiva se preocupa por los cambios que tienen lugar en la conducta y las habilidades que surgen al producirse los cambios durante la vida.”
Para estos autores la psicología del desarrollo tiene dos objetivos fundamentales: describir la conducta de los sujetos y la manera como evoluciona e identificar las causas y los procesos que producen cambios (evolución) en la conducta entre una época y otra.
Palacios, un autor español, propone otra definición:
“La psicología evolutiva es la parte de la psicología que se ocupa de los procesos del cambio psicológico que ocurren a lo largo de la vida humana”
Esta definición es muy similar a la propuesta por los anteriores autores. Los cambios, a los que se refiere este último investigador tienen que ver fundamentalmente con tres cosas:
la etapa de la vida, las circunstancias propias del entorno en las cuales el sujeto se desarrolla, y las experiencias particulares que vive cada persona.
Tal como se puede observar en ambas definiciones aparece la palabra “cambio”, la psicología del desarrollo es la psicología del cambio, el cual se puede producir durante toda la vida, por eso se le conoce también con el nombre de psicología del ciclo vital.

### El concepto de desarrollo
Para poder comprender qué es la psicología del desarrollo se hace imprescindible comprender en primer lugar qué es el desarrollo. Por ello se describirá a continuación el concepto de desarrollo:
No es nada simple definir el desarrollo humano, pues existen tantas variables que pueden afectar sobre el mismo que incluso, a veces, es difícil identificarlas todas o conocer el grado de importancia que tiene cada una de ellas. Algunas de estas variables son internas al propio sujeto, y muchas veces heredadas, mientras que otras son externas, a menudo determinadas por el ambiente.
El concepto del desarrollo humano va ligado principalmente a tres aspectos: en primer lugar, a unos factores explicativos que ayudan a comprender el cambio psicológico. En segundo lugar, el concepto sobre el desarrollo está relacionado con los contextos en los que se desarrollan las personas. Finalmente, el concepto sobre el desarrollo tiene unas características propias.
El término desarrollo se ha especulado mucho, tanto que, en algunas ocasiones se han dejado de lado las últimas edades del desarrollo, por no representar cambios significativos en el pensamiento, el estado físico y emocional y, la capacidad productiva de los individuos. El concepto ha de ser amplio y suficiente, es por esto que definirlo sería cerrar las posibilidades y a consecuencia de ello es más fácil describir el desarrollo como un proceso de maduración donde se adquieren o se disminuyen habilidades y funciones físicas, mentales o sociales suscitando cambios observables en los individuos.
Teoría del Desarrollo Cognitivo
Jean Piaget fue un psicólogo suizo conocido por su trabajo pionero en el campo del desarrollo cognitivo en niños. Propuso que los niños pasen por cuatro etapas principales en su desarrollo cognitivo, cada una caracterizada por formas distintas de pensamiento y comprensión del mundo que los rodea. Estas etapas son:
1. Etapa    Sensoriomotora (0-2 años): Durante esta etapa, los bebés interactúan    con el mundo principalmente a través de sus sentidos y acciones motoras. A    medida que exploran su entorno, desarrollan la noción de objeto permanente     (saber que los objetos siguen existiendo incluso cuando no están a la    vista) y comienzan a coordinar sus acciones para lograr objetivos simples.
2. Etapa    Preoperacional (2-7 años): En esta etapa, los niños desarrollan la    capacidad de usar símbolos, como palabras e imágenes, para representar    objetos y eventos. Sin embargo, su pensamiento todavía es egocéntrico, lo    que significa que tienen dificultades para ver las cosas desde la perspectiva    de los demás. También son propensos al pensamiento mágico y al    razonamiento ilógico.
3. Etapa    de Operaciones Concretas (7-11 años): Durante esta etapa, los niños    adquirieron la capacidad de realizar operaciones mentales lógicas en    objetos y eventos concretos. Pueden comprender la conservación (saber que    la cantidad de una sustancia no cambia, aunque cambie su forma) y realizar    tareas de clasificación y seriaciación. Su pensamiento se vuelve menos    egocéntrico y más centrado en la lógica.
4. Etapa    de Operaciones Formales (11 años en adelante): En esta etapa, que se    produce en la adolescencia y la adultez temprana, los individuos    desarrollan la capacidad de pensar abstractamente y razonar sobre    hipótesis y conceptos. Pueden considerar múltiples puntos de vista y    resolver problemas de manera más sofisticada. Esta etapa representa la    madurez cognitiva.

Es importante recordar que no todos los niños siguen este patrón de desarrollo exactamente de la misma manera, ya que las experiencias y la educación pueden influir en el ritmo y el alcance del desarrollo cognitivo. Además, la teoría de Piaget ha sido objeto de críticas y revisada a lo largo de los años, pero sigue siendo una base importante para comprender cómo los niños desarrollan su capacidad de pensamiento y resolución de problemas a medida que crecen.

### Etapas del desarrollo psicosocial
Según Erikson estas son ocho:
1. Etapa Confianza versus Desconfianza (fase oral)
Va desde el nacimiento hasta un año de edad. Al nacer el niño (a), pasa de depender en forma absoluta de su medio ambiente. Si la madre y la familia proporcionan un cuidado continuo, consistente y adecuado a las necesidades del niño (a), se generará en él/ella una sensación de confianza básica, que se traducirá en un sentido de esperanza y optimismo frente a la vida. Por el contrario, si el cuidado temprano es variable, impredecible, caótico o maligno, se generará una sensación de desconfianza en el niño (a).
2. Etapa Autonomía versus Vergüenza y Duda (fase muscular anal):
Va desde un año hasta los 2 años; aquí se fija la noción de autonomía del niño (a). A medida que el niño (a) sea capaz de controlar esfínteres, usar músculos para moverse, vocalizar, desarrollará una sensación de ser autónomo y aparte de sus padres. Si hay sensación de mucho control, de ser avergonzado ante los primeros fracasos, pueden surgir sentimientos de vergüenza, duda, inseguridad.
Los resultantes de un desenlace positivo de esta etapa, es la sensación de tener una voluntad propia.
3. Etapa Iniciativa versus Culpabilidad (preescolar)
Va desde los tres años a los cuatro años. El niño (a) se percata más agudamente de su medio externo. Toma la iniciativa para establecer relaciones más cercanas con el progenitor del sexo opuesto. En esta etapa hay mayor preocupación por los genitales, por los padres del sexo opuesto, y en general una mayor noción de las diferencias entre los sexos. La identificación con el progenitor del mismo sexo es crucial en esta etapa.
4. Etapa Industrialidad versus Inferioridad (escolar):
Va desde los seis años a los doce años; el niño (a) muestra su capacidad de desenvolverse industriosamente en la interacción educacional. También se desarrolla la capacidad de interactuar socialmente, por primera vez fuera de la familia. En la medida que la interacción educacional y social se desarrolla efectivamente, se logra un sentido de ser competente; en la medida que esto no se da, aparece un sentido de inferioridad. Muchos problemas de rendimiento escolar, de fobias y aislamiento social tempranos, son característicos de esta etapa.
El nombre de latencia dado a esta etapa, se refiere a la suspensión de búsqueda de vínculos heterosexuales, que se evidencia en la segregación pro sexo, frecuentes a esta edad.
5. Etapa Identidad versus Confusión de Roles:
Se extiende desde los doce años a los veinte años. Como tarea central del desarrollo adolescente está el concepto de consolidación de la identidad.
Los cambios físicos y psicológicos de la pubertad, hacen entrar en un periodo de aumento del conflicto psicológico interno, cuya consecuencia será un sentido de continuidad y estabilidad de uno mismo a lo largo del tiempo. Cuando esto no se alcanza, Erikson habla del síndrome de difusión de la identidad.
El fijar los propios gustos, intereses, valores y principios es el modo de crecer. El joven delimita su sí mismo del de sus padres y familia.
6. Etapa Intimidad versus Aislamiento:
Va desde los veinte años a los cuarenta años, el adulto entra a formar parte de la sociedad al desempeñar un trabajo y relacionarse establemente con una pareja muchas veces formando una familia. El poder compartir una familia en el desarrollo de la capacidad de intimidad, es la tarea central de esta etapa. Esta etapa requiere un sentido de solidaridad y de identidad compartida en pareja. Lo contrario produce aislamiento personal.
Lo dicho para la pareja se aplica al trabajar, donde la persona debe mostrar su capacidad de entrega estable a una labor dada.
7. Etapa Generatividad versus Estancamiento:
Va desde los cuarenta años a los sesenta años. Lo crucial de esta etapa es la capacidad de cuidar y facilitar el desarrollo de las generaciones más jóvenes. Los adultos de esta edad participan de esta tarea siendo padres, profesores, guías. El adulto que no puede ser generativo, siente una sensación de estancamiento, y vive en forma egocéntrica y sin propulsión hacia el futuro.
Erikson plantea que los adultos medios necesitan a los niños (as), y que es tan necesario para ellos cuidar de estos, como los niños necesitan de alguien que los cuide.
8. Etapa Integridad versus Desesperanza (adulto mayor):
Desde los sesenta años en adelante. A medida que el adulto completa el ciclo de haber vivido él, y asegurado que viva la generación siguiente, se llega al tema final del ciclo vital: la integridad reposa en la aceptación de la sucesión de las generaciones y de la finitud de la vida natural. Esta fase final implica el desarrollo de una sabiduría y de una filosofía trascendente de la vida.
Por el contrario, si no se adquiere esta noción de integridad, la desesperación y el temor a la muerte se presentará como resultado de una vida irrealizada.
Las características y tareas de cada una de las etapas descritas por Erikson constituyen fases en constante movimiento, un individuo siempre está en el proceso de desarrollar su personalidad.

Al respecto, véase Neonatal, infancia, adolescencia, juventud, adultez y ancianidad

## Campos de estudio
La psicología del desarrollo o evolutiva estudia cuatro campos en el desarrollo y cambios de conducta que sufre el individuo a lo largo de toda su vida. Estos cuatro campos están en constante interacción y se estudian indisolublemente.
- Campo biológico: desarrollo físico del cerebro y del cuerpo.
- Campo cognitivo: evolución de los procesos mentales y capacidades para aprender y solucionar problemas por parte del individuo. La motivación y la curiosidad forma parte de dicho campo.
- Campo psicosocial: relaciones e interacciones del individuo con sus padres, familia, amigos, entre otros, así como el desarrollo de principios morales y éticos o filosóficos culturales.
- Campo socioafectivo

## Corrientes teóricas
Dentro de las numerosas corrientes que han surgido a lo largo de la historia y posteriores actuales, se pueden clasificar en tres clases, de manera aproximada:
- Teorías mecanicistas: son aquellas que sostienen que los cambios de conducta y el desarrollo del individuo es cuantitativo, multidireccional, abierto y flexible. Son teorías como el procesamiento de la información y el condicionamiento clásico y conductismo.
- Teorías organicistas: sostienen que el desarrollo se produce por la superación de diversos estadios o etapas teniendo en cuenta la edad y siendo un cambio universal, cerrado, cualitativo y unidireccional. El psicoanálisis de Freud y Erikson planteaban estadios evolutivos psicosexuales y psicosociales respectivamente.
- Teorías histórico-culturales o socioculturales: tales como la teoría del ciclo vital de Baltes, Smith y Lipsit, la teoría ecológica de Bronfenbrenner o la teoría sociocultural de Vygotski sostenían la importancia de la sociedad y de los factores normativos como la generación, el momento histórico y factores ambiente, en la influencia del desarrollo de un individuo a lo largo de su vida.

### Sigmund Freud: teoría psicoanalítica
El concepto del desarrollo freudiano más conocido es el de la sexualidad infantil:
- Fase oral (a lo largo del 1.º año de vida): esta fase se divide en una primera etapa, denominada Oral de succión (desde el nacimiento hasta el 6.º mes aproximadamente) y una segunda etapa, la oral canibalística, fase que se extiende hasta el comienzo de la fase anal.
- Fase anal (de 1 a 3 años): esta etapa se caracteriza por el desarrollo de los hábitos de limpieza y el control de esfínter. También se subdivide en dos etapas: la primera es la Anal expulsiva, en la cual se halla el placer pulsional a través de la expulsión de las heces y la ejecución de movimientos con más libertad que en la fase anterior. La segunda etapa se denomina Anal retentiva; en ésta, el niño encuentra la satisfacción por medio de la retención de las heces y control de las mismas.
- Fase fálica (de 3 a 5/6 años): en este período tiene lugar desde la perspectiva freudiana el Complejo de Edipo, configuración estructurante del psiquismo humano.
- Periodo de latencia (de 5/6 años hasta la pubertad).
- Fase genital (desde la pubertad): habiendo sido atravesado el periodo de latencia, los cambios que se generan en la pubertad, ponen en juego nuevamente a las pulsiones sexuales (en un segundo plano durante la latencia); las cuales serán, en el mejor de los casos, sojuzgadas ante la primacía genital. Es decir, todas aquellas pulsiones expresadas a lo largo de la evolución de la libido (oral, anal, fálica) serán puestas en acción como prolegómenos de la sexualidad genital.

El afecto tiene un lugar dominante en su concepción.

### Henri Wallon
A partir de la publicación de su tesis doctoral El niño turbulento, Henri Wallon se interesó por el origen y desarrollo de los procesos psicológicos. Aseguraba que los humanos son seres psíquicos, orgánicos y sociales. Los gestos y expresiones del niño se interpretan como acciones controladas. Ejemplo: la sonrisa.
- Estadio de impulsividad motriz (de 0 a 6 meses)
- Estadio emocional (de 6 a 12 meses)
- Estadio sensoriomotor (de 1 a 3 años)
- Estadio del personalismo (de 3 a 6 años)
- Estadio del pensamiento categorial (de 6 a 11 años)
- Estadio de la pubertad y de la adolescencia (a partir de los 11-12 años)

### Melanie Klein
Según Melanie Klein, luego de nuestro nacimiento atravesamos distintas etapas o posiciones, en orden temporal pasamos primero por la Posición esquizo-paranoide y luego por la posición depresiva, las cuales posteriormente se manifestarán en distintos aspectos de la vida adulta. La posición esquizoparanoide se explica desde la perspectiva de que al nacer tenemos capacidad suficiente ya como para sentir ansiedad, utilizar mecanismos de defensa y establecer primitivas relaciones objetales en la fantasía y en la realidad.
Al principio el yo está muy desorganizado, pero se observa una tendencia a integrarse, por lo que en las primeras etapas el yo es lábil, en constante fluencia, y su grado de integración varía de un momento a otro.
Cuando el yo se ve enfrentado con la ansiedad que le produce el instinto de muerte, lo deflexiona en parte en una proyección y en otra parte lo convierte en agresividad.
El yo se escinde y proyecta afuera la parte que contiene el instinto de muerte, poniéndolo en el objeto externo original: el pecho, por lo que llega a experienciar a este como malo y amenazador para el yo, dando origen a un continente de persecución. A menudo siente que la intrusión del instinto de muerte en el pecho escinde a este en muchos pedazos, encontrándose frente a muchos perseguidores. La otra parte de instinto de muerte que queda en el yo se convierte en agresión y se dirige contra los perseguidores.
Al mismo tiempo se establece una relación con el objeto ideal. Proyecta la libido creando un objeto que satisfaga el impulso instintivo del yo a conservar la vida, es decir, se proyecta el Instinto de Vida, pues se conforma el primer objeto bueno; pecho bueno, idealizado, que es el punto central del Yo. El objeto bueno condensa las experiencias gratificantes del contacto del Yo con el Objeto y la realidad externa. El resto de libido que queda dentro del yo lo utiliza para establecer una relación libidinal con ese objeto ideal.
El objetivo del bebé es tratar de adquirir y guardar dentro de si al objeto ideal e identificarse con ese, quien es (para el) el que le da la vida, y proteger y mantener fuera de si el objeto malo y las partes del yo que contienen instinto de muerte.-
La ansiedad predominante en esta posición es que los objetos persecutorios se introducirán en el yo y aniquilaran tanto al objeto ideal como al yo, frente a lo cual desarrollara mecanismos de defensa.

#### Proyección e introyección
Introyectar lo bueno y también proyectarlo para mantenerlo a salvo de su realidad interna
- Proyectar lo malo e introyectar a sus perseguidores e incluso identificarse con ellos para controlarlos

El rasgo constante es que en situaciones de ansiedad aumenta la disociación, y se utiliza la proyección e introyección para mantener a los objetos persecutorios tan alejados como sea posible de los objetos ideales, a la vez que mantiene a ambos bajo control.-

#### Idealización
Idealiza excesivamente el objeto ideal con el fin de mantenerlo alejado del persecutorio y hacerlo vulnerable. Esta idealización excesiva está vinculada con la negación mágica omnipotente: es decir sentir que el objeto le pertenece y que el lo creó.-

#### Negación
Cuando la persecución es tan intensa y se hace insoportable el bebe la puede negar completamente. Esta negación básica se basa en la fantasía de total aniquilación de los perseguidores. Otra forma de utilizar la negación omnipotente como defensa ante la persecución excesiva es idealizar el objeto perseguidor y tratarlo como ideal.

#### Identificación proyectiva
La Identificación proyectiva se da cuando se escinden y apartan partes del yo y objetos internos y se los proyecta en el objeto externo, el que queda poseído, controlado e identificado con las partes proyectadas.

### Teorías del Aprendizaje
La teoría del aprendizaje se basa en la idea de que el desarrollo es la consecuencia de la suma de experiencias vitales que influyen en la conducta provocando cambios más o menos duraderos, pero que son modificables a través de nuevas experiencias de aprendizaje. Postulan que es la adaptación al ambiente lo que hace al ser inteligente modificar sus patrones de actuación para lograr así una mejor ejecución.
La investigación en este campo permitió determinar las leyes del aprendizaje que provocan los cambios conductuales. Consideran que el desarrollo no responde a etapas estáticas y que se puede dar a lo largo de toda la vida. Se centran más en el cambio cualitativo que cuantitativo. Existen muy pocas variables inferidas en el estudio de la conducta, lo cual favorece la investigación empírica.
Los inicios de la investigación conductual toman su origen de la filosofía de John Locke. Este autor concibe la “psique” humana como una “Tabula rasa” es decir, no traemos “prefijados” ningún patrón cuando venimos al mundo, sino que llegamos “limpios” y son nuestras experiencias vitales las que conforman nuestra personalidad. No es posible desarrollar ninguna habilidad si no es a través del aprendizaje, realizándose este a través de los sentidos.
Los distintos autores dentro de la teoría del aprendizaje, se han centrado en definir cada uno las leyes que lo regulan más que a competir entre ellos sobre una teorías más ciertas que otras, llegando a principios comunes entre ellos:
1. La personalidad es fruto del aprendizaje
2. Las diferencias entre individuos responden a diferencias historias vitales que provocan diferencias experiencias de aprendizaje
3. La interacción entre el entorno y los patrones de aprendizajes pasados son los que permiten pronosticar la conducta futura
4. No existe ninguna determinación biológica que directamente genere la conducta.

## Fantasía inconsciente
Describe los primeros modos de representar, quizás coincide con el pictograma de Piera Auglanier, supone el elemento alfa de Bion. Son las primerísimas formas con los que el bebé representa su cuerpo y su mundo sin capacidad realistica y según placer-displacer. Son fundadas en experiencias reales.
Las fantasías inconscientes están siempre presentes y activas en todo individuo, su presencia no es índice de enfermedad, la naturaleza de estas fantasías y su relación con la realidad externa es lo que determinara el estado psíquico del sujeto.
La fantasía inconsciente es la expresión mental de los instintos, y por consiguiente, como estos, existen desde el comienzo de la vida. Para cada impulso instintivo hay una fantasía correspondiente. Por ejemplo: al deseo de comer le corresponde una fantasía de algo comestible que satisfaga ese deseo: el pecho.
Crear fantasías es una función del yo, lo que supone un mayor grado de organización yoica en el nacimiento, con la capacidad del yo de establecer relaciones objetales primitivas en la fantasía y en la realidad.
La fantasía no es tan solo una fuga de la realidad, es un concomitante constante e inevitable de las experiencias reales en constante interacción con ellas.
La fantasía tiene un aspecto defensivo, como su objetivo es satisfacer impulsos instintivos sin recurrir a la realidad externa, se puede decir que la gratificación que proviene de esa fantasía es una defensa contra la realidad externa de la privación y contra la realidad interna de su propia hambre, de su propia ira.
La fantasía inconsciente como defensa tiene una relación con los mecanismos de defensa de proyección y de introyección, los utilizara en función de las fantasías, expresando lo que la persona siente que está incorporando o poniendo fuera de si.
La estructura de la personalidad va a estar en gran parte determinada por las fantasías más permanentes del yo sobre sí mismo y sobre los objetos que contiene. Esta relación entre estructura de la personalidad y fantasía inconsciente es lo que hace posible poder influir en la estructura del yo y del superyó, en el análisis de la relación del yo con los objetos internos/externos modificando las fantasías sobre estos objetos.
La fantasía inconsciente es un nivel de registro y de expresión de una necesidad. Según Enrique Pichon-Rivière es la estrategia de satisfacción de una necesidad. Tiene un elemento argumental, dramático. La fantasía inconsciente es una escena en la que se dramatiza un deseo. En esa puesta en escena, el sujeto utiliza los elementos expresivos con los que cuenta en ese momento de su desarrollo, elementos expresivos emergentes de su experiencia. De allí que la expresión de la fantasía inconsciente se desarrolle evolutivamente desde la sensación a la imagen plástica, enriqueciéndose luego con la palabra.

## Principales investigadores
- Stanley Hall: el desarrollo desde la antropología.
- Sigmund Freud: el desarrollo psicosexual; el psicoanálisis.
- Alfred Binet, médico y jurista francés.
- Charlotte Bühler, psicóloga especializada en infancia y juventud.
- James Mark Baldwin, psicólogo estadounidense.
- Jean Piaget: desarrollo cognitivo.
- Lev Vygotski (1896-1934): desarrollo histórico-cultural-social.
- Donald Winnicott: pediatra y psicoanalista británico.
- Erik Erikson: desarrollo afectivo del yo.
- Henri Wallon: psicólogo, filósofo, neuropsiquiatra y hombre político francés.
- Lawrence Kohlberg: desarrollo moral.
- James Fowler: desarrollo espiritual.
- Ken Wilber: desarrollo de la conciencia.